# John Talbot (Politiker)
John Talbot (* um 1717; † 1778) war ein britischer Politiker.

## Leben
John Talbot entstammte einer Linie der Familie Talbot, einer alten Familie der Gentry. Er war der älteste Sohn des Politikers John Ivory Talbot und dessen Frau Mary Mansel. Er besuchte ab 1726 die Westminster School und studierte ab 1735 am Oriel College der Universität Oxford. Bei der Unterhauswahl 1747 wurde er unangefochten als Kandidat der Tories als Abgeordneter für das Borough Marlborough in Wiltshire gewählt. Im House of Commons trat er aber kaum in Erscheinung. Bei der Unterhauswahl 1754 verzichtete er auf eine erneute Kandidatur. 1763 diente er als Sheriff von Wiltshire.
Talbot heiratete am 19. Dezember 1742 Elizabeth Stone, eine Tochter von James Stone, Gutsherr von Badbury Manor in Wiltshire. 1772 erbte er nach dem Tod seines Vaters dessen Ländereien einschließlich des Familiensitzes Lacock Abbey. Da er ohne eheliche Kinder starb, fiel Lacock Abbey nach seinem Tod an seine Schwester Martha, die mit William Davenport verheiratet war. Deren Sohn William nahm den Familiennamen Davenport Talbot an.